# ファゴット細胞

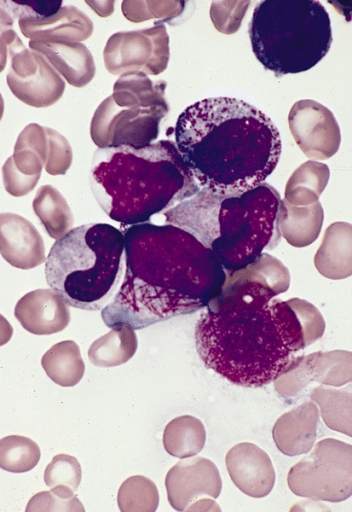
急性前骨髄球性白血病患者から採取した、著しいアウエル小体のを有するファゴット細胞(中の細胞集団の左下)

ファゴット細胞（ファゴットさいぼう、Faggot cell）は急性前骨髄球性白血病（FAB－M3）の顆粒が著しい形態で通常みられる細胞である。
これらの前骨髄球（芽球ではない）は細胞質内に棒の束のような外観を呈するアウエル小体を有しており、そのことからこれらの細胞はそのような名称がついている。